# Opanets
Opanets (búlgaro: Опанѐц) es un pueblo de Bulgaria perteneciente al municipio de Pleven de la provincia de Pleven.
Se ubica a orillas del río Vit en la periferia noroccidental de la ciudad de Pleven, en la salida de la ciudad de la carretera 3 que lleva a Sofía.
La localidad fue sede de un hospital de campaña durante el sitio de Pleven y alberga varios monumentos en honor a soldados rumanos y rusos que murieron durante los combates. El pueblo celebra sus fiestas locales el 24 de mayo.

## Demografía
En 2011 tenía 1759 habitantes, de los cuales el 60,65% eran étnicamente búlgaros.
En anteriores censos su población ha sido la siguiente:
| Gráfica de evolución demográfica de Opanets entre 1934 y 2011 |
|                                                               |